# Zisterzienserinnenabtei Bondeville
Die Zisterzienserinnenabtei Bondeville war vom 12. Jahrhundert bis 1790 ein Kloster der Zisterzienserinnen in Notre-Dame-de-Bondeville bei Rouen im Département Seine-Maritime in Frankreich.

## Geschichte
Das in der ersten Hälfte des 12. Jahrhunderts vom örtlichen Adel sieben Kilometer nördlich Rouen am Fluss Cailly  gestiftete Nonnenkloster Bondeville (auch: Saint-Denis de Bondeville) wurde 1147 als Priorat in den Zisterzienserorden aufgenommen und vom Kloster Bival besiedelt. Die 1170 fertiggestellte Klosterkirche war dem heiligen Dionysius von Paris (Saint Denis) geweiht. Durch weitere Schenkungen und das Wohlwollen der Kaiserin Matilda kam es zu einer förderlichen Entwicklung mit (Mitte des 13. Jahrhunderts) rund 30 Nonnen und 10 Konversen. Die Erzbischöfe von Rouen (u. a. Eudes Rigaud), denen das Kloster unterstand, erhoben es 1657 zur Abtei. Erste Äbtissin war Françoise Le Normand de Beaumont. 1790 kam es durch die Französische Revolution zur Auflösung des Klosters und zum Abbau der Gebäude. In Notre-Dame-de-Bondeville sind nur noch archäologische Spuren erhalten. Die Straßennamen Rue de l’Abbaye, Rue des Bernardines, der Gemarkungsname Bois de l’Abbaye und der Gebäudename L’Abbaye (modernes Gebäude des Konzerns Sanofi) erinnern an das einstige Kloster.

### Handbuchliteratur
- Laurent Henri Cottineau: Répertoire topo-bibliographique des abbayes et prieurés. Bd. 1. Protat, Mâcon 1939–1970. Nachdruck: Brepols, Turnhout 1995. Spalte 419.
- Bernard Peugniez: Le Guide Routier de l'Europe Cistercienne. Editions du Signe, Straßburg 2012, S. 265.
- Gereon Christoph Maria Becking: Zisterzienserklöster in Europa. Kartensammlung, Lukas Verlag Berlin 2000, ISBN 3-931836-44-4, Blatt 53 C.